# Heinrich Dietrich von Grolman

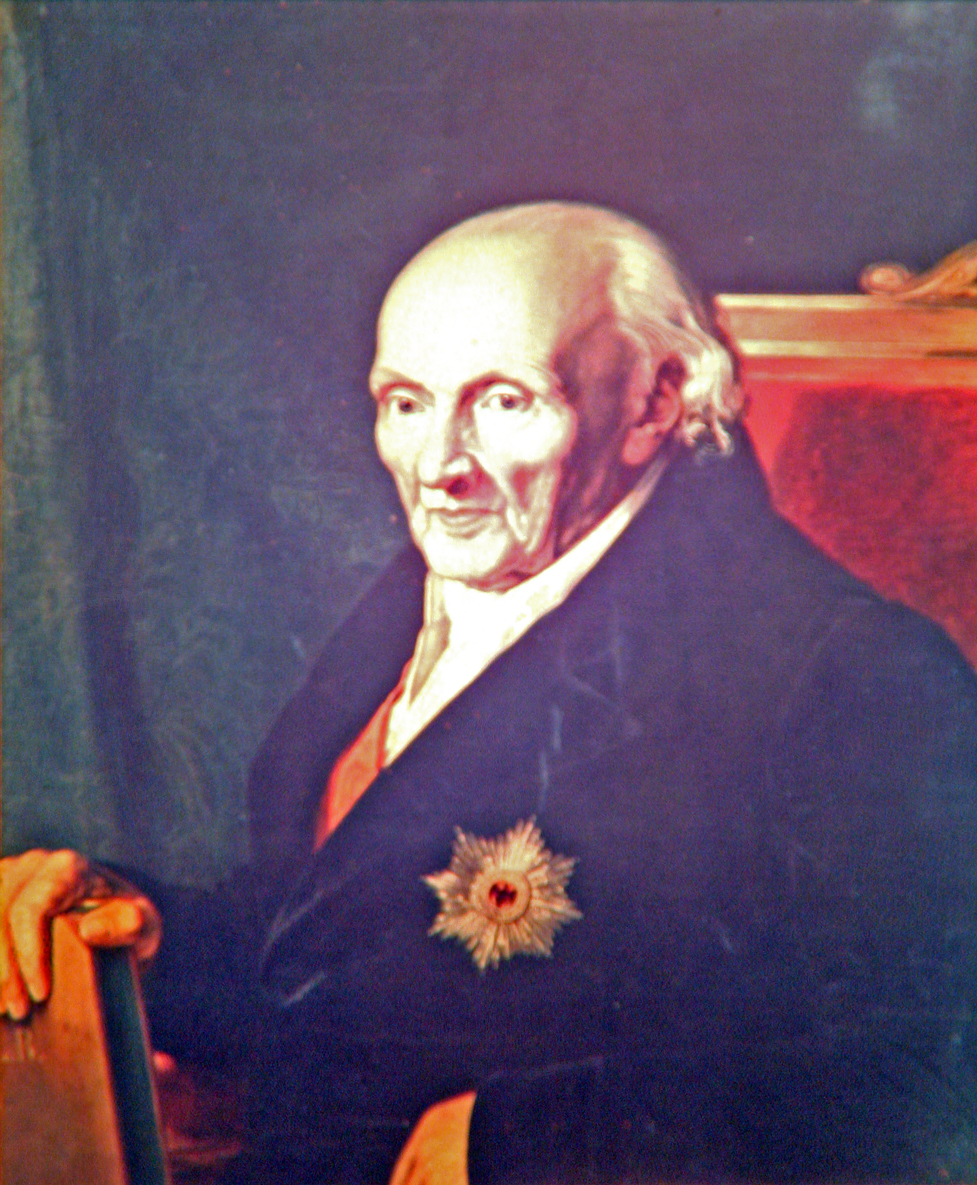
Gemälde von Carl Joseph Begas um 1835

Heinrich Dietrich Grolman, ab September 1786 von Grolman, (* 31. Dezember 1740 in Bochum; † 21. Oktober 1840 in Berlin) war Jurist, preußischer Wirklicher Geheimer Rat, Präsident des Geheimen Obertribunals und Mitglied des Staatsrats.

## Leben
Heinrich Dietrich Grolman war ein Sohn des preußischen Regierungsdirektors Christoph Dietrich Grolmann (1700–1784) in Kleve und seiner Ehefrau Marie Elisabeth geb. von Essellen (1705–1771). Er studierte, in Kleve vorgebildet, ab 1759 in Göttingen und ab Mai 1761 in Halle die Rechte und begann seine praktische juristische Laufbahn bei der Regierung in Kleve, worauf er 1765 Kammergerichtsrat in Berlin und später Pupillenrat (Vormundschaftsrat) wurde.
Am 29. September 1786 wurde er in den Preußischen Adelsstand erhoben. Schon damals zu den ausgezeichneten Rechtsgelehrten Preußens zählend, wurde er 1787 als Geheimer Justizrat zum Mitglied der Gesetzkommission ernannt und war bei der Ausarbeitung des preußischen Allgemeinen Landrechts als Mitarbeiter tätig.
1793 wurde er zum Rat und 1805 zum Präsidenten des Geheimen Obertribunals befördert. Ab 1821 (spätestens) war er Mitglied des Preußischen Staatsrats. Nach 67-jähriger amtlicher Tätigkeit erhielt er bei seiner Entlassung aus dem Staatsdienst 1833 den Schwarzen Adlerorden.

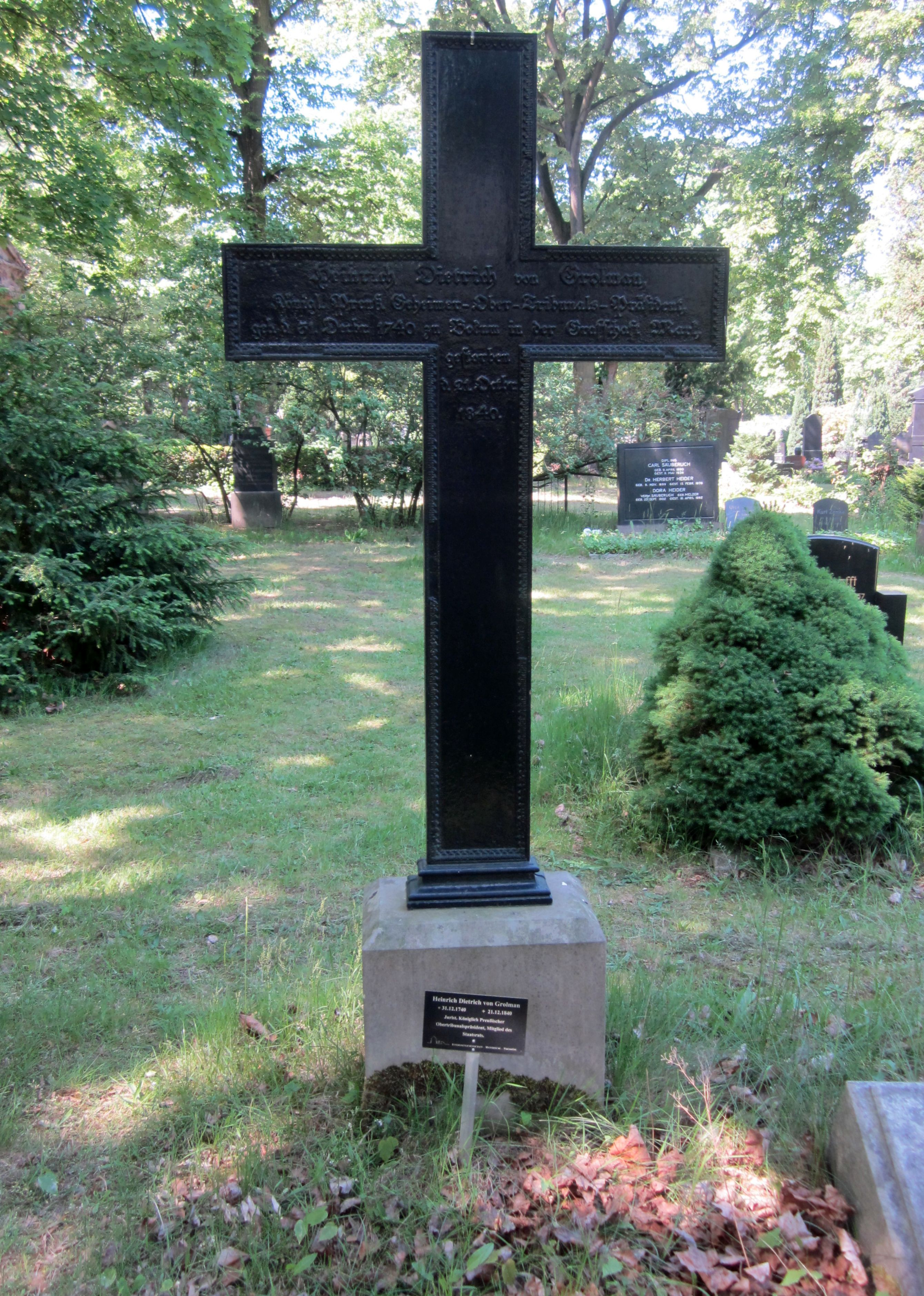
Das Grab Grolmans

Er starb kurz vor seinem 100. Geburtstag und wurde bei seinen Familienmitgliedern auf dem Friedhof II der Jerusalems- und Neuen Kirchengemeinde beigesetzt.
Als Mitautor des preußischen Allgemeinen Landrechts von 1794 war er vermutlich auch 1874 Namenspate der im Charlottenburger „Juristenviertel“ über den Savignyplatz führenden Grolmanstraße – Savigny war nachfolgend (1820) Bearbeiter des Landrechts.

## Familie
Er war mit Maria Susanna Maercker (1744–1825) verheiratet, Tochter des Kriminalrats Arnold Georg Maercker († 1758). Das Paar hatte neun Kinder, von denen starben zwei Töchter und ein Sohn jung, ein weiterer 1796, es überlebten:
- Caroline Henriette (* 22. März 1774; † 15. März 1843)[7] ⚭ Ludwig Wilhelm von Braunschweig  (* 11. November 1758; † 10. Mai 1838), Kammergerichts-Präsident
- Elisabeth Luise (1784–1859) ⚭ 1810 Sigmund von Rotenhan (1761–1826)
- Wilhelmine (* 22. Dezember 1789; † 28. Februar 1875) ⚭ Friedrich Wilhelm (* 22. August 1764; † 25. März 1835), Oberforstmeister, Sohn von Generalleutnant Wilhelm Friedrich Schenck von Flechtingen; Eltern von Hermann von Schenck
- Karl Wilhelm Georg (* 30. Juli 1777; † 15. September 1843)[8]

⚭ Sophie von Gerlach (1787–1807)
⚭ Hedwig von Rotenhan (1796–1864)
- Wilhelm Heinrich (* 28. Februar 1781; † 1. Januar 1856), Kammergerichts-Präsident[9]

⚭ 1810 Henriette Wilhelmine Heim (* 20. Juli 1783; † 10. Dezember 1820) Tochter von Ernst Ludwig Heim
⚭ 1828 Malwine Marie Eimbeck (* 23. Dezember 1804; † 11. März 1857)